# Skedala
Skedala is een plaats in Zweden, in de gemeente Halmstad in het landschap Halland en de provincie Hallands län. De plaats heeft 355 inwoners (2005) en een oppervlakte van 42 hectare.

## Verkeer en vervoer
Bij de plaats loopt de Riksväg 25.